# アメリカン航空1420便オーバーラン事故
アメリカン航空1420便オーバーラン事故（アメリカンこうくう1420びんオーバーランじこ）とは、1999年6月1日に雷雨の中をアメリカ合衆国・アーカンソー州リトルロックのリトルロック・ナショナル空港に着陸した航空機が滑走路をオーバーランして着陸灯に衝突し、搭乗者145人のうち機長と乗客10人の11人が死亡した事故である。

## 飛行と気象

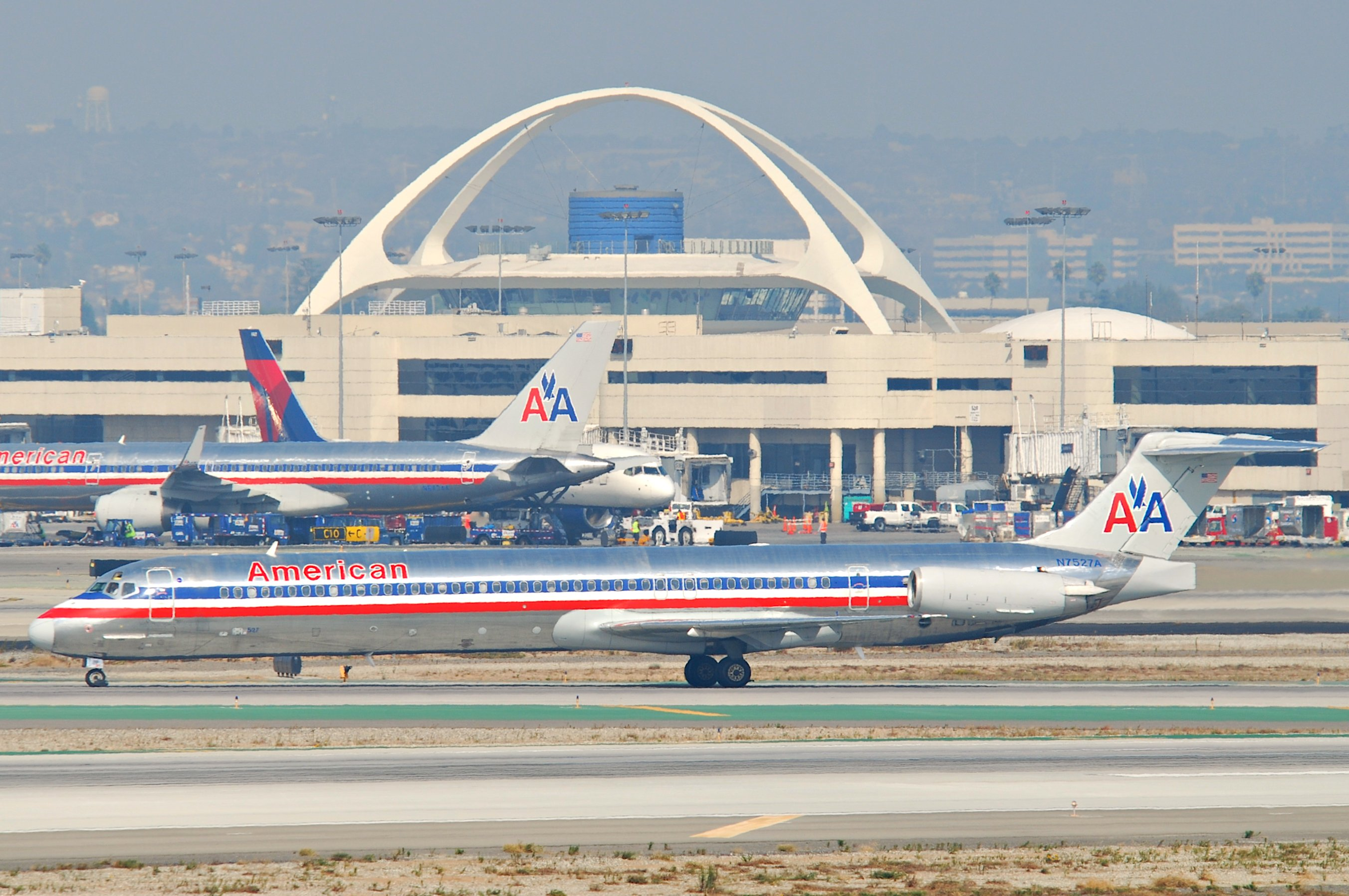
同型機のMD-82

アメリカン航空1420便は中部夏時間20時28分に出発し、21時41分に到着する予定だった。しかしその地域の悪天候のために、フライトに使用される予定だった機材がダラス・フォートワース国際空港に到着するのが遅れた。アメリカ国立気象局は1420便の予定飛行経路に沿って猛烈な雷雨が発生したことを示す航空気象情報を発行していた。航空会社の方針で、パイロットの勤務時間は14時間に制限されていた。1420便は担当する乗務員の最後のフライトだった。副操縦士は1420便が23時16分までに出発できなかった場合は運行することができないことを航空会社の運行管理に通知した。会社は機材を別の航空機（マクドネル・ダグラスMD-82、機体記号N215AA）に交換し、同便は乗員乗客145人を乗せて2時間遅れで22時40分に出発した。
アメリカン航空の運行管理は22時54分に、リトルロック周辺の天候が到着に支障をきたす可能性があることを示すACARSメッセージを乗組員に送った。運行管理は可能であれば嵐より先にリトルロック・ナショナル空港に着陸するように提案し、乗組員はこれを了解した。飛行距離は比較的短いため「大丈夫だろう」と思われた。航空管制は23時04分に目的地のリトルロック・ナショナル空港を含む地域に猛烈な雷雨を含む気象情報を発行した。乗務員はリトルロックに近づいている間に嵐によって発生した雷を目撃した。1420便が何らかの理由でリトルロックに着陸できない場合はナッシュビル国際空港とダラス・フォートワース国際空港が代替空港に指定されていた。しかし乗務員は天気予報について検討し、アプローチを迅速に行うことの重要性について話し合った。
しかし着陸が近づいてくるにつれて嵐が発生し、強風と大雨が1420便を襲った。しだいに機体が揺れ始め操縦が困難になった。着陸は目前となっていたが、機長は暴風雨が激しくなることに焦っていたようである。
リトルロックの航空管制は、最初は滑走路22Lへのアプローチを予定していると1420便に伝えた。その後管制官は23時39分にウインドシアの警告と風向きの変化を通知した。その結果、機長は着陸時に向かい風になるように滑走路04Rへの変更を要請し、目視によるアプローチが許可された。1420便はすでに空港に近づいていたので、いったん空港から離れてから滑走路04Rに向かわなければならなかった(:7,125の図)。このため1420便は数分間空港から離れていたが、航空機の気象レーダーの視野は狭く、前方に視野があったため、乗組員は旋回の間は空港に近づく雷雨を見ることができなかった。1420便が滑走路04Rに近づくと、副操縦士は滑走路を見失ったことを管制に連絡した。管制は計器着陸装置を使用しての滑走路04Rへの着陸を許可した。
乗組員ができるだけ早く着陸するために急いだことで、着陸前のチェックリストを完了できなかったことを含む判断ミスを招いた。これは乗組員がチェックリストの複数の重要な着陸システムを見逃したという点で、イベントの連鎖において重要な出来事だった。乗務員はオートスポイラーシステムを設定しなかった。これは着地時に自動的にスポイラーを展開する。乗務員はオートブレーキシステムもセットしなかった。オートスポイラーとオートブレーキは、濡れた滑走路で特に強風にさらされているときには、滑走路内で停止する能力を確保するために不可欠である。乗務員はまたフラップを着陸時の設定にしなかった。しかしこれには航空機が1,000フィート (300 m)以下に降下したときに副操縦士が気付いて、フラップを40度に設定した。1420便が到着する前の23時49分39秒に管制が最後の天気予報を出し、空港の風は330度で25ノット (46 km/h; 29 mph)になったと報告した。この風は視界が低く濡れた滑走路でのMD-82の横風の限界値の20ノット (37 km/h; 23 mph)を超えていた。強い横風と二つのウインドシアの報告があったにもかかわらず、機長はリトルロックへのアプローチを取りやめる代わりに、滑走路04Rへのアプローチを継続することを決めた。

## オーバーラン
1420便は23時50分20秒に滑走路に着地した。車輪が接地してから2秒後に、副操縦士が「着地した。滑っている」と述べた。乗組員がオートスポイラーを設定しなかったので、スポイラーは着地時に展開せず、乗組員も手動で展開しなかった。スポイラーは翼上の気流を乱して翼に揚力が発生しないようにする。これにより機体の重量が着陸装置にかかる。スポイラーが開いていれば1420便の重量の65%が着陸装置にかかったが、スポイラーがなければこの値はわずか15%に減少する。着陸装置の負荷が軽ければ航空機のブレーキには航空機を減速させる効果がなく、1420便は滑走路を高速で走り続けた。機長が逆噴射をあまりにも多くかけすぎたので、航空機のラダーと垂直安定板の効果が低下し、方向の制御を失った。

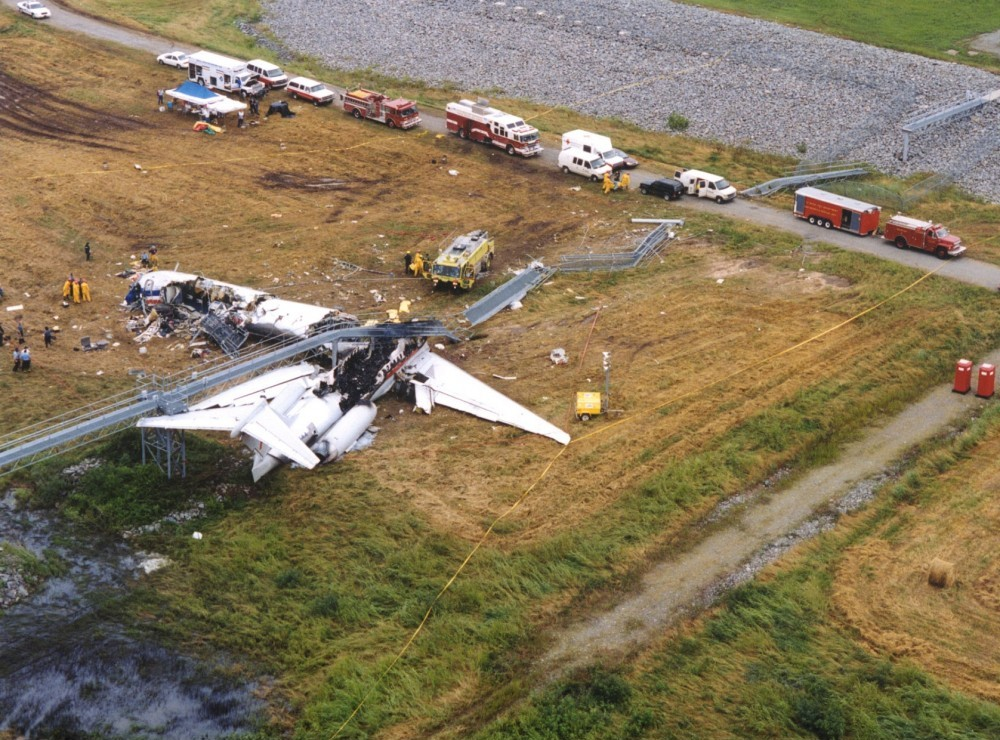
オーバーランした機体

1420便は滑走路端を越えてさらに800フィート (240 m)走行し、セキュリティフェンスと計器着陸装置のローカライザアレイを壊した。続いて滑走路22Lの進入灯を支えるために建てられた構造物と衝突した。進入灯はアーカンソー川まで伸びている。通常はこのような構造物は、壊れやすく、すなわち衝撃で剪断するように設計されているが、進入灯が不安定な川岸に設置されていたため、頑丈に固定されていた。壊れにくい構造物との衝突によって航空機の前部がつぶれ、操縦席から客席の最初の2列までの胴体の左側が破壊された。航空機は複数の大きなブロックに分断して川岸の手前に停止した。乗客乗員145人うち機長と10人の乗客が死亡した。これには事故から2週間以内に病院で死亡した2人の乗客が含まれる。副操縦士と、4人の客室乗組員のうちの3人と、41人の乗客が重傷を負った。客室乗務員1人と64人の乗客が軽傷を負い、24人の乗客は無傷だった。

## 事故原因

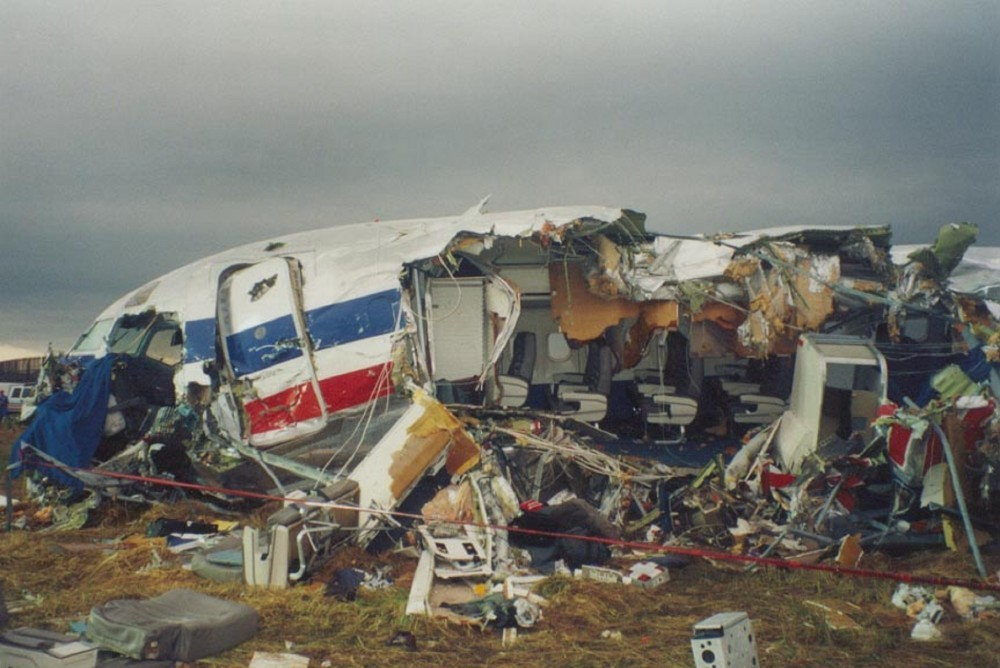
事故機の機首部分

国家交通安全委員会は、この事故の原因が、強い雷雨とそれに伴う飛行の危険性が空港エリアに移ったときに乗組員がアプローチを中断しなかったことと、着地した後にスポイラーが展開したかどうかを乗組員が確認しなかったことであると決定した。
事故に寄与するのは以下である。
- このような状況下で着陸しようとする意志に伴う疲労、および状況的ストレスに起因するパフォーマンスの低下
- 会社の規定する最大横風成分を超えた状況での着陸アプローチの継続
- 着陸後のエンジン圧力比1.3より大きい逆推力の使用

## 映像化
- メーデー!:航空機事故の真実と真相 第1シーズン第2話「RACING THE STORM」